# Johannes Falk (Musiker)

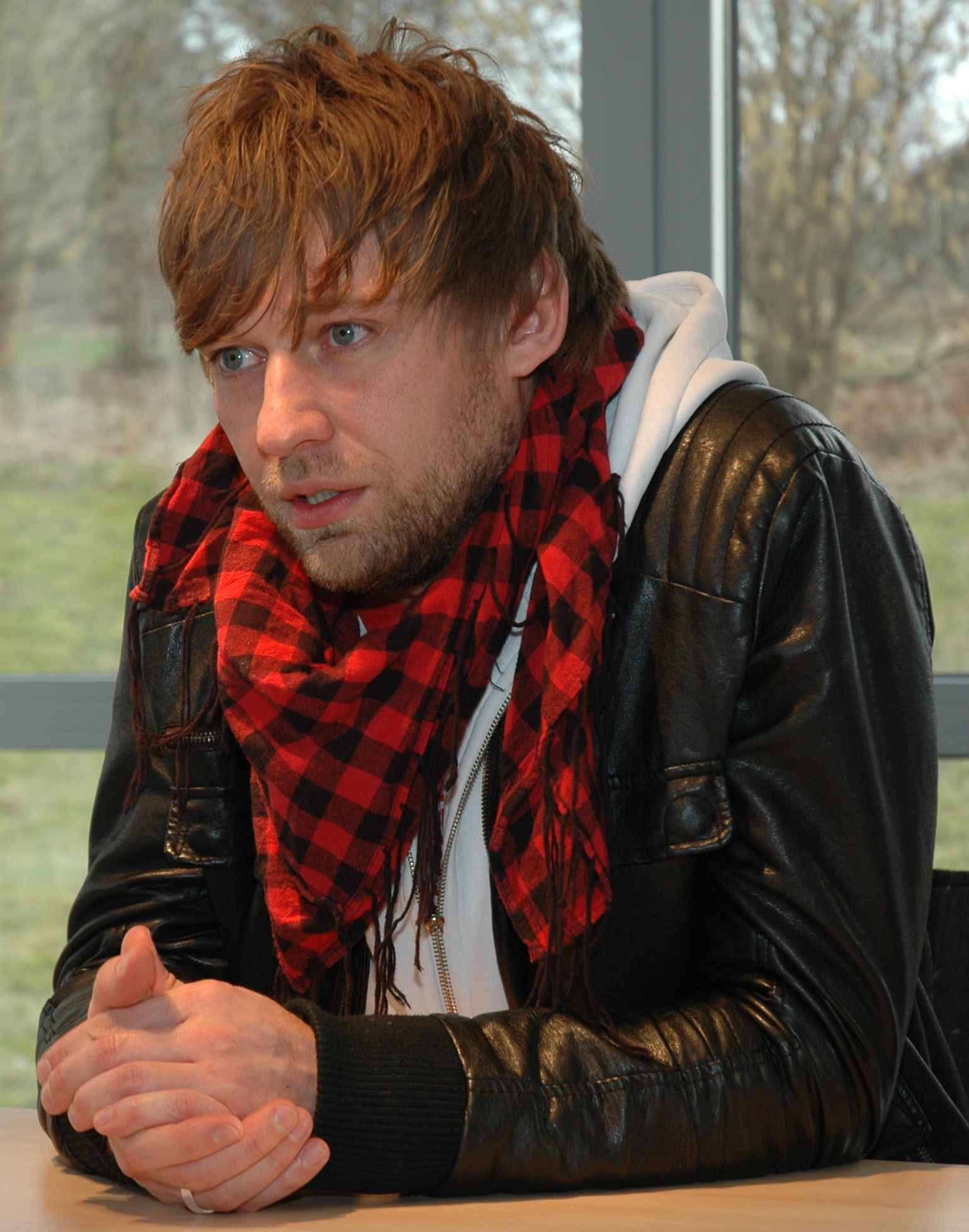
Johannes Falk, 2011

Johannes Falk (* 1977 in Darmstadt) ist ein deutscher Singer-Songwriter aus Heidelberg, der neben seiner Solo-Karriere (bis 2024) auch für renommierte deutsche Künstler Lieder und Songtexte schreibt.

## Leben
Johannes Falk wuchs in Pfungstadt bei Darmstadt als jüngstes Kind von zwölf Geschwistern einer russlanddeutschen Familie auf. Die streng religiöse Erziehung und die subkulturelle Blase, in der er aufwuchs, prägten seine ersten musikalischen Gehversuche. Durch sein Gesangstalent machte er sich in der kleinen christlichen Musikszene schnell einen Namen. Zuerst wurde Johannes Falk intensiv als Interpret für moderne Kirchenlieder gebucht, so dass sein Name bis heute in diversen kirchlichen Playlists auftaucht. Kurze Zeit später begann seine Karriere als Songwriter, dies mündete in seine Laufbahn als Künstler auf der Bühne und als Songwriter und Liedtexter für andere Künstler.
Im Proberaum seiner älteren Brüder lebte er schon früh seine musikalischen Fähigkeiten aus. Im Alter von 13 Jahren gründete er mit drei Brüdern seine erste Band. Von 1996 bis 1999 sang er als Solist bei Gospel Company mit und begleitete den internationalen Gospelchor auf Tourneen durch Deutschland, die Schweiz und Luxemburg. 1999 stieg Johannes Falk als Frontmann in die Rockband On A Mission ein. Die Band tourte in den darauffolgenden Jahren zu etwa 200 Konzerten in Deutschland, den Niederlanden, der Schweiz und Finnland. Höhepunkt der Tournee bildete das Festival Sound of Frankfurt mit 30.000 Menschen und TV-Übertragung.
In den folgenden Jahren wurde er sowohl als Sänger als auch als Songwriter immer wieder angefragt, so dass er sich 2004 entschied, den Beruf des Chemikanten zugunsten der Musik aufzugeben. Im Herbst desselben Jahres wurde er an der Popakademie Baden-Württemberg zum Studiengang Popmusikdesign mit Schwerpunkt Singer-Songwriter zugelassen. 2006 gründete er das Projekt Falk, das unter anderem bei Arena of Pop und im Vorprogramm der Söhne Mannheims auftrat. Ebenso war er Mitglied der Band Gracetown.
Von 2003 bis 2011 arbeitete Johannes Falk auch im Künstlerteam von Albert Frey mit für das Projekt „Feiert Jesus!“, dazu wurden etliche christliche Liedbücher mit Begleit-CDs und auch Audio-CDs erstellt.
2011 veröffentlichte Johannes Falk unter dem Titel Pilgerreise sein Debüt-Album, zu dem er durch den christlichen Literaturklassiker Pilgerreise zur seligen Ewigkeit von John Bunyan inspiriert wurde und das sehr positive Kritiken sowohl innerhalb als auch außerhalb der Szene erntete. Daraufhin nahmen ihn die Söhne Mannheims und Phillipp Poisel als Support Act mit auf Tour. 2013 veröffentlichte er sein zweites Album 360°, bei dem er neben Florian Sitzmann auch selbst als Koproduzent beteiligt war.
Von 2011 bis 2014 sang er die Titellieder der originalen Inazuma Eleven Videospiel-Trilogie.
Ab 2014 begann Johannes Falk vermehrt, für andere Künstler zu schreiben. Für das Album Was wenn alles gut geht von Laith Al-Deen schrieb er mehrere Songtexte, ebenso einige Songs für die Alben Bleib unterwegs, das auf Platz 1 der deutschen Charts landete und für Kein Tag umsonst. 2015 nahm ihn die Publishing Company BMG Rights Management als Autor unter Vertrag. Ein Jahr später wurde das Major Label Sony Music Entertainment auf ihn aufmerksam und nahm ihn als Künstler unter Vertrag.
Im Februar 2018 kam Falks Solo-Album Von Mücken & Elefanten beim Sony Sublabel Columbia Records heraus. Aufgrund des mäßigen Erfolgs und Differenzen wurde die Zusammenarbeit jedoch nicht fortgesetzt. In der Zwischenzeit konnte er aber als Co-Writer Achtungserfolge verbuchen, indem er einige seiner Songs auf erfolgreichen Alben renommierter Künstler platzieren konnte, so z. B. bei Max Giesinger, Mogli oder Peter Maffay. Seit 2020 arbeitet Johannes Falk wieder an eigenen Songs und veröffentlichte im März 2021 die EP Acoustic Sessions. 2024 beendete er offiziell seine Solo-Karriere.
Johannes Falk ist außerdem Künstlerbotschafter für die Menschenrechtsorganisation International Justice Mission und macht in musikalischen Vorträgen deutschlandweit auf die Themen Sklaverei, Menschenhandel und Zwangsprostitution aufmerksam.

## Diskografie

### Solo-Alben
- Acoustic Sessions, (EP) 2021
- Von Mücken und Elefanten. Columbia Records, 2018[10]
- 360°. Gerth Medien, 2013
- Pilgerreise. Gerth Medien, 2011

### Singles
- Elefanten, 2018
- Dein Herz, 2018
- Bitte lieb mich, 2018
- Heimweh, 2018
- Mona Lisa, 2013
- Ich bau uns eine neue Welt, 2013

### Autorenbeiträge
| Titel                  | Autor                                         | Artist         | Album/Single                                                     |
| ---------------------- | --------------------------------------------- | -------------- | ---------------------------------------------------------------- |
| C´est la Vie           | Johannes Falk Laith Al-Deen                   | Laith Al-Deen  | Kein Tag umsonst // VÖ: 2020 (Deutsche Album-Charts auf Platz 3) |
| Liebe ist ein Geschenk | Laith Al-Deen Johannes Falk                   | Laith Al-Deen  | Kein Tag umsonst // VÖ: 2020 (Deutsche Album-Charts auf Platz 3) |
| Bis ans Ende der Welt  | Laith Al-Deen Johannes Falk                   | Laith Al-Deen  | Kein Tag umsonst // VÖ: 2020 (Deutsche Album-Charts auf Platz 3) |
| Glaub an dich          | Johannes Falk                                 | Laith Al-Deen  | Kein Tag umsonst // VÖ: 2020 (Deutsche Album-Charts auf Platz 3) |
| Halt mich fest         | Laith Al-Deen Johannes Falk                   | Laith Al-Deen  | Kein Tag umsonst // VÖ: 2020 (Deutsche Album-Charts auf Platz 3) |
| Kein Tag umsonst       | Laith Al-Deen Johannes Falk Leon Taylor       | Laith Al-Deen  | Kein Tag umsonst // VÖ: 2020 (Deutsche Album-Charts auf Platz 3) |
| Lass mich in Frieden   | Tobias Hundt Johannes Falk                    | Lupid          | Drahtseilakt // VÖ: 2020                                         |
| Kopf hoch              | Johannes Falk Wolke 8                         | Peter Maffay   | Jetzt // VÖ: 2019 (Platz 1 in den deutschen Charts)              |
| Alles kommt und geht   | Johannes Falk Florian Sitzmann                | Adina Mitchell | Eine Welt erfinden                                               |
| Ich glaub an dich      | Johannes Falk Florian Sitzmann                | Adina Mitchell | Eine Welt erfinden                                               |
| Von innen nach aussen  | Johannes Falk                                 | Adina Mitchell | Eine Welt erfinden                                               |
| Letzte Zeilen          | Johannes Falk Florian Sitzmann Adina Mitchell | Adina Mitchell | Eine Welt erfinden                                               |
| Wir sind Eins          | Samuel Harfst Johannes Falk                   | Samuel Harfst  | Endlich da sein wo ich will // VÖ: 2018                          |
| Sonne, Mond und Sterne | Johannes Falk Wolke 8                         | Wolke 8        | Sonne, Mond & Sterne // VÖ: 2018                                 |
| Earth                  | Mogli Johannes Falk Hannes Butzer             | Mogli          | Wanderer // VÖ: 2017                                             |
| Die Anderen            | Jonas Monar Marcus Brosch Johannes Falk       | Jonas Monar    | Alle guten Dinge // VÖ: 2017                                     |
| Für dich, für mich     | Max Giesinger Johannes Falk Hannes Butzer     | Max Giesinger  | Der Junge, der rennt // VÖ: 2016 (Gold und Platin Auszeichnung)  |
| Alles hat seine Zeit   | Johannes Falk                                 | Laith Al-Deen  | Bleib unterwegs // VÖ: 2016 (Platz 1 in den deutschen Charts)    |
| Im Vorbeigehen         | Laith Al-Deen Johannes Falk Udo Rinklin       | Laith Al-Deen  | Bleib unterwegs // VÖ: 2016 (Platz 1 in den deutschen Charts)    |
| Elektrisch             | Laith Al-Deen Johannes Falk Udo Rinklin       | Laith Al-Deen  | Bleib unterwegs // VÖ: 2016 (Platz 1 in den deutschen Charts)    |
| Du fehlst              | Laith Al-Deen Johannes Falk Udo Rinklin       | Laith Al-Deen  | Bleib unterwegs // VÖ: 2016 (Platz 1 in den deutschen Charts)    |
| 5 Sekunden             | Johannes Falk                                 | Laith Al-Deen  | Bleib unterwegs // VÖ: 2016 (Platz 1 in den deutschen Charts)    |
| Heimathafen            | Laith Al-Deen Johannes Falk                   | Laith Al-Deen  | Bleib unterwegs // VÖ: 2016 (Platz 1 in den deutschen Charts)    |
| Alles dreht sich       | Johannes Falk Chris Buseck                    | Laith Al-Deen  | Bleib unterwegs // VÖ: 2016 (Platz 1 in den deutschen Charts)    |
| Frühling               | Johannes Falk Laith Al-Deen                   | Laith Al-Deen  | Was wenn alles gut geht // 2014                                  |
| Steine                 | Johannes Falk Laith Al-Deen                   | Laith Al-Deen  | Was wenn alles gut geht // 2014                                  |
| Wo gehen wir hin       | Johannes Falk Laith Al-Deen                   | Laith Al-Deen  | Was wenn alles gut geht // 2014                                  |
| Volle Kraft voraus     | Johannes Falk Laith Al-Deen                   | Laith Al-Deen  | Was wenn alles gut geht // 2014                                  |